# Gabriel Costa França
Gabriel Costa França (* 14. März 1995 in Pedro Leopoldo), auch bekannt als Gabriel, ist ein brasilianischer Fußballspieler.

## Karriere
Gabriel Costa França erlernte das Fußballspielen in der Jugendmannschaft von Atlético Mineiro im brasilianischen Belo Horizonte. Hier unterschrieb er im Januar 2016 auch seinen ersten Profivertrag. Der Verein spielte in der höchsten brasilianischen Liga, der Série A. Mit dem Verein gewann er 2015, 2017 und 2020 die Staatsmeisterschaft von Minas Gerais. 2019 wurde er an den Ligakonkurrenten Botafogo FR nach Rio de Janeiro ausgeliehen. Im Juli 2021 zog es ihn nach Asien. Hier unterschrieb er in Japan einen Vertrag beim Yokohama FC. Der Verein aus Yokohama spielte in der ersten japanischen Liga, der J1 League.  Am Ende der Saison 2021 belegte er mit dem Verein den letzten Tabellenplatz und musste somit in die zweite Liga absteigen. Am Ende der Saison 2022 feierte er mit Yokohama die Vizemeisterschaft der zweiten Liga und den Aufstieg in die erste Liga. Am Ende der Saison 2023 musste er mit Yokohama als Tabellenletzter wieder in die zweite Liga absteigen. Am Ende der Saison 2024 wurde er mit Yokohama Vizemeister und stieg in die erste Liga auf. Nach 67 Ligaspielen wechselte er im Januar 2025 zum Zweitligisten RB Ōmiya Ardija.

## Erfolge
Atlético Mineiro
- Staatsmeisterschaft von Minas Gerais: 2015, 2017, 2020

Yokohama FC
- Japanischer Zweitligavizemeister: 2022  ▲, 2024  ▲